# 말라야비셰라

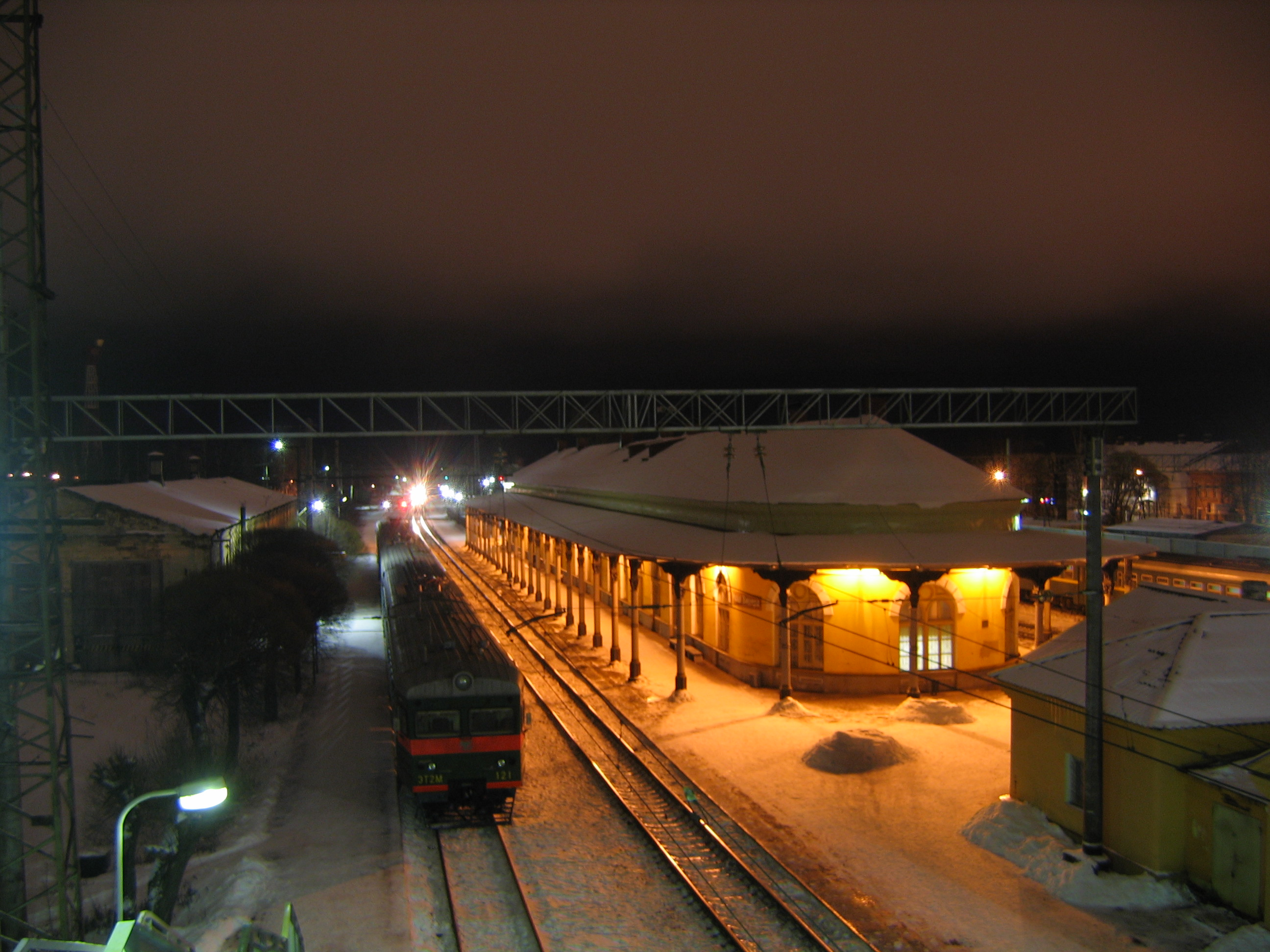
말라야비셰라 역

말라야비셰라(러시아어: Ма́лая Ви́шера)는 러시아 노브고로드주 북부에 위치한 도시로, 인구는 14,182명(2002년 기준)이다. 모스크바와 상트페테르부르크 사이를 연결하는 모스크바-상트페테르부르크 철도가 지나가며 벨리키노브고로드(노브고로드 주의 주도)에서 북동쪽으로 75km 정도 떨어진 곳에 위치한다.
1843년 모스크바-상트페테르부르크 철도(1851년 개통) 건설과 함께 신설되었고 철도 노선의 개통과 함께 현대적인 도시로 발전했다. 1921년 시로 승격되었으며 러시아 M10 고속도로가 지나간다. 도시 이름은 비셰라 강으로 흘러가는 같은 이름의 하천에서 유래된 이름이다.